# 勒内·维维亚尼广场
勒内·维维亚尼广场（法語：Square René Viviani-Montebello）是巴黎第五区的一个广场，位于13世纪兴建的穷人圣朱利安教堂（Église Saint-Julien-le-Pauvre）北侧，该教堂现属中东基督徒的拜占庭天主教会。广场的一侧有杜布勒橋通往西岱岛。勒内·维维亚尼广场是全巴黎观看巴黎圣母院景色最好的地点之一。
广场一角有著名的英文书店莎士比亚书店。二战前在奥德翁广场附近，出版了詹姆斯·乔伊斯的小说《尤利西斯》，曾是英语文学的中心。

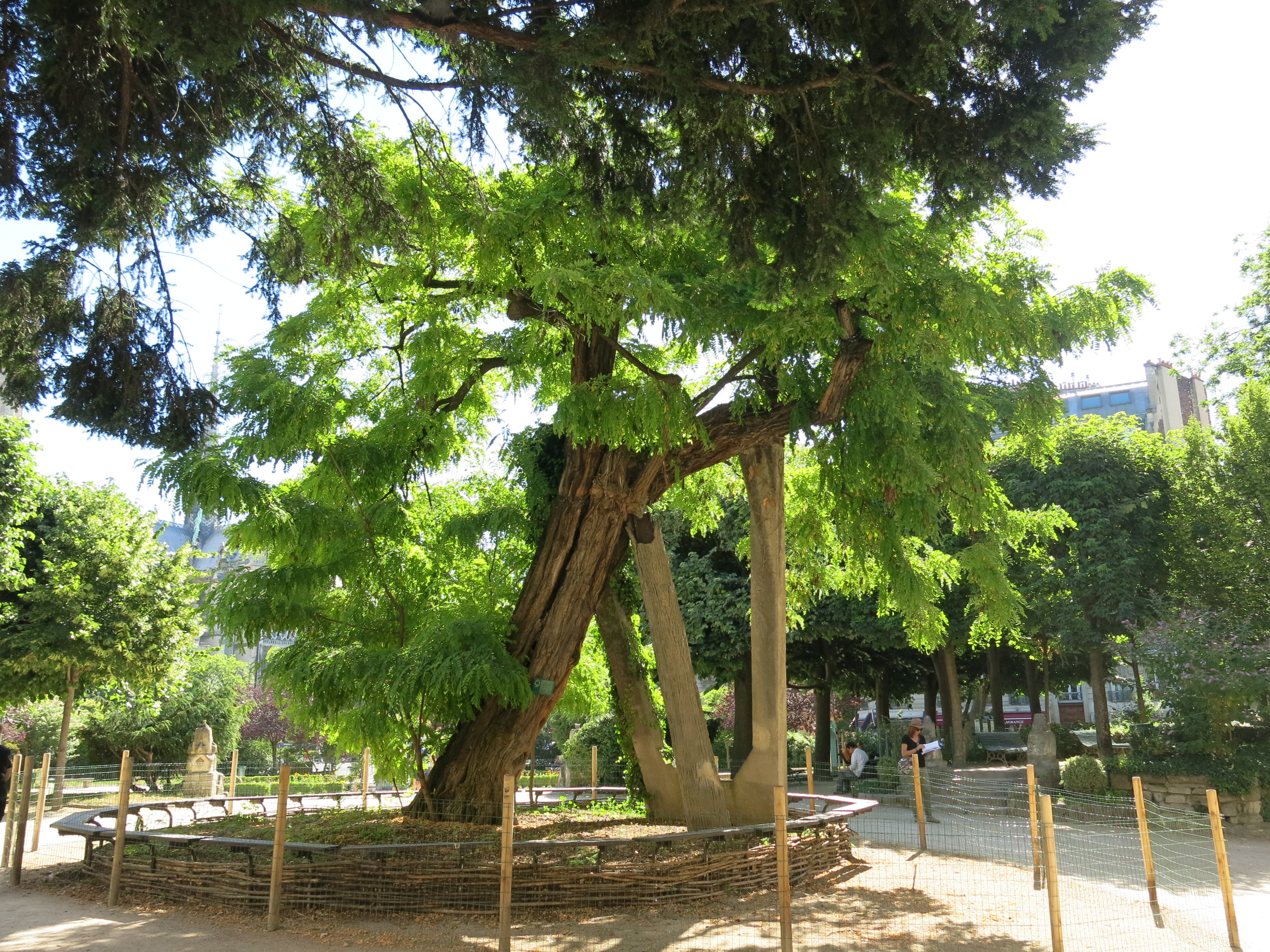
古树
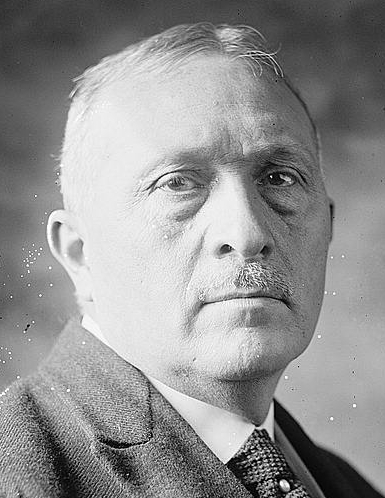
勒内·维维亚尼

## 名称
勒内·维维亚尼广场得名于法国总理勒内·维维亚尼。

## 交通
勒内·维维亚尼广场附近的地铁站有莫贝尔-互助站、克呂尼-拉索邦站和圣米歇尔站（4、10号线）。